# René Bolf
René Bolf (25 de fevereiro de 1974) é um ex-futebolista profissional tcheco que atuava como defensor.

## Carreira
René Bolf representou a Seleção Checa de Futebol, na Eurocopa de 2004. 

## Títulos

### Clubes
Sparta Praga
- Gambrinus Liga: (1) 1999–2000

Baník Ostrava
- Gambrinus Liga: (1) 2003–04